# کبک گردن‌نارنجی
کبک گردن‌نارنجی (نام علمی: Arborophila davidi) نام یک گونه از سرده کبک‌های تپه است.